# Chrysodeixis chalcites
Espèce
La Plusie chalcite (Chrysodeixis chalcites) est une espèce de lépidoptères (papillons) de la famille des Noctuidae.
Ses larves se nourrissent de Echium vulgare, Apium, Rubus, mais aussi de Fragaria (fraisiers), tabac et tomate.

## Synonymes
- Phalaena-Noctua chalcites Esper, 1789
- Plusia verticillata
- Plusia chalcites
- Phytometra chalcytes
- Autographa chalcites